# Invasion 1897
Invasion 1897 es una película nigeriana de 2014 producida y dirigida por Lancelot Oduwa Imasuen. Esta protagonizada por un elenco conformado de varios actores de Nollywood como Segun Arinze, Paul Obazele y Charles Inojie. La película recrea los acontecimientos históricos que culminaron en la invasión, destrucción y saqueo de febrero de 1897 del antiguo reino de Benín en África occidental; y la deposición y exilio de su otrora poderoso rey.

## Sinopsis
La historia parte de la narración de un joven príncipe de Benín, que fue arrestado y llevado a juicio por robar artefactos históricos de un museo británico y su viaje a la historia para defenderse.

## Premios y nominaciones
En los Best of Nollywood Awards 2015, Invasion 1897 fue nominada en las categorías mejor cinematografía, mejor actor, mejores efectos especiales, mejor edición y ganó como mejor película, mejor diseño de sonido y mejor director.